# Almudena Amor
Almudena Parejo Amor, més coneguda com a Almudena Amor (Madrid, 1994), és una actriu espanyola que es va fer coneguda per la seva participació en les pel·lícules El buen patrón i La abuela, que van ser seleccionades per a obtenir la Conquilla d'Or al Festival Internacional de Cinema de Sant Sebastià 2021.

## Biografia
Almudena Amor va néixer el 1994 a Madrid. Va treballar com a model als 19 anys, gràcies a la qual cosa va viatjar a ciutats com Milà o París, mentre estudiava el grau en Publicitat i un màster en Disseny. Ho va deixar tot el 2016 per a formar-se en interpretació, matriculant-se a l'Estudi Corazza i, posteriorment, a l'escola de Mar Navarro.

## Trajectòria professional
Poc abans de la pandèmia de COVID-19 va rodar el curtmetratge Millones de años, de Gonzaga Manso, en el que la va veure el seu actual representant, Diana Ellerker, qui li va proposar el càsting per a la pel·lícula La abuela de Paco Plaza. Poc després, va obtenir el paper principal de la pel·lícula, que es va presentar al Festival Internacional de Cinema de Sant Sebastià per a optar per la Conquilla d'Or i va ser estrenada a sales de cinema el 28 de gener de 2022. Poc després, va fitxar per la pel·lícula de Fernando León de Aranoa El buen patrón, per interpretar a Liliana, compartint cartell amb actors de la talla de Javier Bardem i Manolo Solo, la qual va optar i es va presentar també en el Festival de Sant Sebastià, prenent com a data d'estrena el 15 d'octubre de 2021. Per la seva interpretació en la cinta de Aranoa, va obtenir una nominació com millor actriu revelació als Premis Goya i una altra com millor actriu de repartiment en cinema als Premis Feroz. A més, aquest mateix any va rodar un episodi de la sèrie de terror Historias para no dormir, remake de sèrie creada per Chicho Ibáñez Serrador, emesa a Amazon Prime Video.

## Filmografia

### Cinema
| Any  | Títol          | Personatge | Director                |
| ---- | -------------- | ---------- | ----------------------- |
| 2021 | El buen patrón | Liliana    | Fernando León de Aranoa |
| 2022 | La abuela      | Susana     | Paco Plaza              |

### Televisió
| Any  | Títol                    | Rol          | Notes      |
| ---- | ------------------------ | ------------ | ---------- |
| 2021 | Historias para no dormir | Extra        | 1 episodi  |
| 2022 | El Hormiguero            | Ella mateixa | 1 programa |

## Premis i nominacions
| Premi                                            | Any  | Categoria                              | Treball nominat | Resultat | Ref.   |
| ------------------------------------------------ | ---- | -------------------------------------- | --------------- | -------- | ------ |
| Medalles del Cercle d'Escriptors Cinematogràfics | 2022 | Millor actriu revelació                | El buen patrón  | Pendent  | [ 9 ]  |
| Premis Feroz                                     | 2022 | Millor actriu de repartiment en cinema | El buen patrón  | Nominada | [ 10 ] |
| Premis Goya                                      | 2022 | Millor actriu revelació                | El buen patrón  | Pendent  | [ 11 ] |